# Motionless in White
Motionless in White este o formație heavy metal din Scranton, Pennsylvania. Trupa este cunoscută pentru imaginea specifică genului goth și teme lirice horror. Ea a fost înființată în 2005 de membri Chris Cerulli, Angelo Parente, Frank Polumbo și Mike Costanza.

În prezent trupa a semnat un contract cu Fearless Records.

## Istoric

### Începuturi și lansareaThe Whorror(2005-2007)
Motionless in White a fost înființată în timp ce membrii săi fondatori erau în liceu. Au debutat cu un stil apropiat de genurile emo, post-hardcore și alternative rock. După numeroase schimbări de componență au ajuns într-o formă finală și au decis să urmeze genul metalcore cu influențe de goth metal și industrial metal.
În 2005 au lansat un demo, iar un an mai târziu au lansat EP-ul The Whorror prin Masquerade Recorings.
Discografie:
Motionless In White Demo - 2005
The Whorror EP - 2007
When Love Met Destruction EP - 2009
Creatures - 2010
Infamous - 2012
Reincarnate - 2014
Greveyard Shift - 2017
Disguise - 2019
Membrii:
Chris "Motionless" Cerulli - voce(2005 - prezent), chitara(2005-2006)
Angelo Parente - baterie (2005 - 2013)
TJ Bell - chitara ritmica (2009 - 2011)
Josh Balz - keyboards (2009 - 2017)
Ryan Sitkowski - chitara solo (2008 - prezent)
Ricky "Horror" Olson - chitara ritmica (2011 - prezent), voce de fundal (2009 - prezent), chitară bas (2009 - 2011)
Devin "Ghost" Sola - chitară bas, voce de fundal (2011 - 2018)
Vinny Mauro - baterie (2014 - prezent)
Justin Morrow - chitară bas, voce de fundal (2018 - prezent)